# Ciudad deportiva Javier Pérez
La Ciudad Deportiva Javier Pérez, también conocida como Ciudad Deportiva de Geneto, es propiedad del Club Deportivo Tenerife, y es la ciudad deportiva de dicho club. Se inauguró en el 2002. En abril de 2015 se cambió el nombre para honrar al expresidente del club Javier Pérez. y el 15 de noviembre de 2023 acabaron las obras de reforma. Se encuentra en una parcela de 106 000 metros cuadrados, situada en la calle San Francisco de Paula, 42 en Geneto-Los Baldíos, en el término municipal de San Cristóbal de La Laguna, a diez kilómetros de Santa Cruz de Tenerife.
El complejo está formado por cuatro campos de fútbol, uno de ellos de césped natural. La distribución de los mismos se ha hecho en forma de bancales (escalonada), de 105 metros de largo por 65 metros de ancho. Esta construcción obedece a la tradicional forma de aprovechamiento del desnivel del terreno que las superficies agrícolas cultivadas presentan en Canarias. Las dimensiones son idénticas al terreno de juego del estadio Heliodoro Rodríguez López. 
Se cuenta con cuatro vestuarios para equipos y uno para técnicos y árbitros. El estacionamiento tiene cabida para 300 vehículos dentro del recinto de la propia Ciudad Deportiva. En ella juega actualmente el Club Deportivo Tenerife "B" en la Tercera Federación - Grupo XII 2022-23.